# Reynosia camagueyensis
Reynosia camagueyensis är en brakvedsväxtart som beskrevs av Nathaniel Lord Britton. Reynosia camagueyensis ingår i släktet Reynosia och familjen brakvedsväxter. Inga underarter finns listade i Catalogue of Life.